# 올 어바웃 재즈
올 어바웃 재즈(영어: All About Jazz)는 1994년 마이클 리치가 설립한 웹사이트이다. 재즈에 관한 뉴스, 음반 평론, 기사, 비디오 및 콘서트, 기타 행사 목록 등을 게시한다. 리치는 지역 콘서트 및 이벤트에 대한 사이트인 재즈 니어 유(영어: Jazz Near You)를 운영하고 있다. 트럼펫 연주를 할 줄 알았던 컴퓨터 프로그래밍을 전공의 리치가 1995년 처음 웹사이트를 만들었다.
재즈 평론가 협회는 2003년부터 2015년까지 13년 연속으로 재즈를 다루는 최고의 웹사이트로 올 어바웃 재즈를 선정했다. 2015년 리치는 사이트가 2007년 매달 최고 130만 명 이상의 사용자가 있었다고 언급했으며, 또 다른 소식통은 올 어바웃 재즈가 전 세계 50만 명 이상의 독자를 보유하고 있다고 언급했다.
2016년, 리치는 필라델피아 재즈에 기여한 공로를 인정받아 재즈 브리지 앰버서더 어워드를 수상했다.